# Raffenaldia primuloides
Raffenaldia primuloides là một loài thực vật có hoa trong họ Cải. Loài này được Godr. miêu tả khoa học đầu tiên năm 1853.